# St Agnes
St Agnes är en ort och civil parish i Cornwall distrikt i Storbritannien. Den ligger i grevskapet Cornwall och riksdelen England, i den södra delen av landet, 400 km väster om huvudstaden London. St Agnes ligger 100 meter över havet och antalet invånare är 2 820.
Terrängen runt St Agnes är platt. Havet är nära St Agnes åt nordväst. Runt St Agnes är det ganska tätbefolkat, med 192 invånare per kvadratkilometer. Närmaste större samhälle är Truro, 11,9 km öster om St Agnes. Trakten runt St Agnes består till största delen av jordbruksmark.